# Оксидентал (Калифорнија)
Оксидентал (енгл. Occidental) насељено је место без административног статуса у америчкој савезној држави Калифорнија.

## Демографија
По попису из 2010. године број становника је 1.115, што је 157 (-12,3%) становника мање него 2000. године.
| Група             | 2000.         | 2010.       |
| Белци             | 1.134 (89,2%) | 948 (85,0%) |
| Афроамериканци    | 7 (0,6%)      | 7 (0,6%)    |
| Азијати           | 15 (1,2%)     | 31 (2,8%)   |
| Хиспаноамериканци | 59 (4,6%)     | 81 (7,3%)   |
| Укупно            | 1.272         | 1.115       |